# Makedonie (Řecko)
Makedonie (řecky Μακεδονία, Makedonia), resp. Řecká Makedonie, Egejská Makedonie nebo také Jižní Makedonie je největší a druhá nejvíce zalidněná oblast Řecka. Největším městem a dnes již pouze neoficiální metropolí řecké Makedonie je Soluň (Thessaloniki, Salonika). Část řecké Makedonie, poloostrov Athos, je považována řeckou ústavou za autonomní republiku. Většina obyvatelstva řecké Makedonie (98 %) je alespoň formálními členy východní ortodoxní církve.
Je to nejvýnosnější zemědělské území Řecka, neboť zahrnuje řadu nížin s vysušenými bažinami přeměněnými na úrodnou půdu a má relativně dost vláhy.

## Etymologie
Existují tři teorie pro původ názvu Makedonie. Podle Hérodota byli Makednoí jedním z dórských kmenů. Jméno pravděpodobně pochází z dórského adjektiva μακεδνός makednos, tj. “vysoký”, protože Makedonci a jejich předci byli považováni za vysoké lidi. Adjektivum použil i Homér v Odyssei (7.105f), když popisoval vysoký topolový strom, Aristofanés ve své komedii Ptáci jím popisoval zeď postavenou ve fiktivním městě.

## Geografie
Území se prostírá na severu Řecka, mezi Egejským mořem a Albánií, Severní Makedonií a Bulharskem. Z dalších řeckých oblastí sousedí na západě s Epirem, na jihu s Thesálií a na východě s Thrákií. Její západní hranici tvoří pohoří Grammos a Pindos, na jihu ji vymezuje masiv Olympu (nejvyšší hora oblasti a celého Řecka) a na východě zhruba řeka Mesta. Kromě ní zde protékají další velké řeky Aliakmon, Vardar (Axios) a Struma (Strymon), všechny ústící do Egejského moře. V Makedonii se také nachází většina velkých řeckých jezer. 
Ve střední části oblasti, mezi městy Veria, Janica a Soluň, se nachází Středomakedonská rovina, největší řecká nížina. Další větší nížina (Serreská) se nachází na východě podél řeky Strumy. Dále je zde několik rozsáhlých náhorních plošin.
Makedonské pobřeží je poměrně členité a dlouhé, a to zejména díky poloostrovu Chalkidiki, z nějž ještě vybíhají další tři menší protáhlé poloostrovy („prsty“) – Kassandra, Sithonia a Athos. Chalkidiki je na západě omýváno Thermejským neboli Soluňským zálivem a na východě Strymonským zálivem.
K oblasti náleží také ostrov Thasos, vzdálený asi 7 km od pevniny. 

## Významná místa

Verginské slunce (z vlajky)

Chalkidiki je charakteristický poloostrov ve tvaru ruky se třemi prsty, známý nádhernými plážemi a průzračným mořem. Je velmi hornatý, přesto se proslavil vínem Chardonnay a produkcí medu. Nejvýchodnější „prst“ Athos je tvořen pohořím Agion Oros („Svatá hora“) s nejvyšší horou Athos (2033 m). Je dostupný prakticky jen po moři a prostírá se na něm uzavřená mnišská republika Athos.
Olymp je nejvyšší pohoří Řecka, ve starověkém Řecku považované za posvátné sídlo bohů, kam mají smrtelníci zakázáno vstoupit. Vrcholná partie je tvořena sedmi vrcholy, nejvyšším je Mytikas (2917 m). Masiv se zvedá přímo od moře, vrcholové partie jsou jen asi 15 km od břehu. Pohoří Olympos je také nejstarším řeckým národním parkem.
Olympská riviéra (Pieria) je velmi navštěvovaná oblast pobřeží od ústí řeky Aliakmon po řeku Pinios (už v Thesálii). Pobřeží je součástí Soluňského zálivu a má dlouhé a široké pláže, klidné moře a pozvolna se svažující dno.

## Historie

Makedonie roku 336 př. n. l.

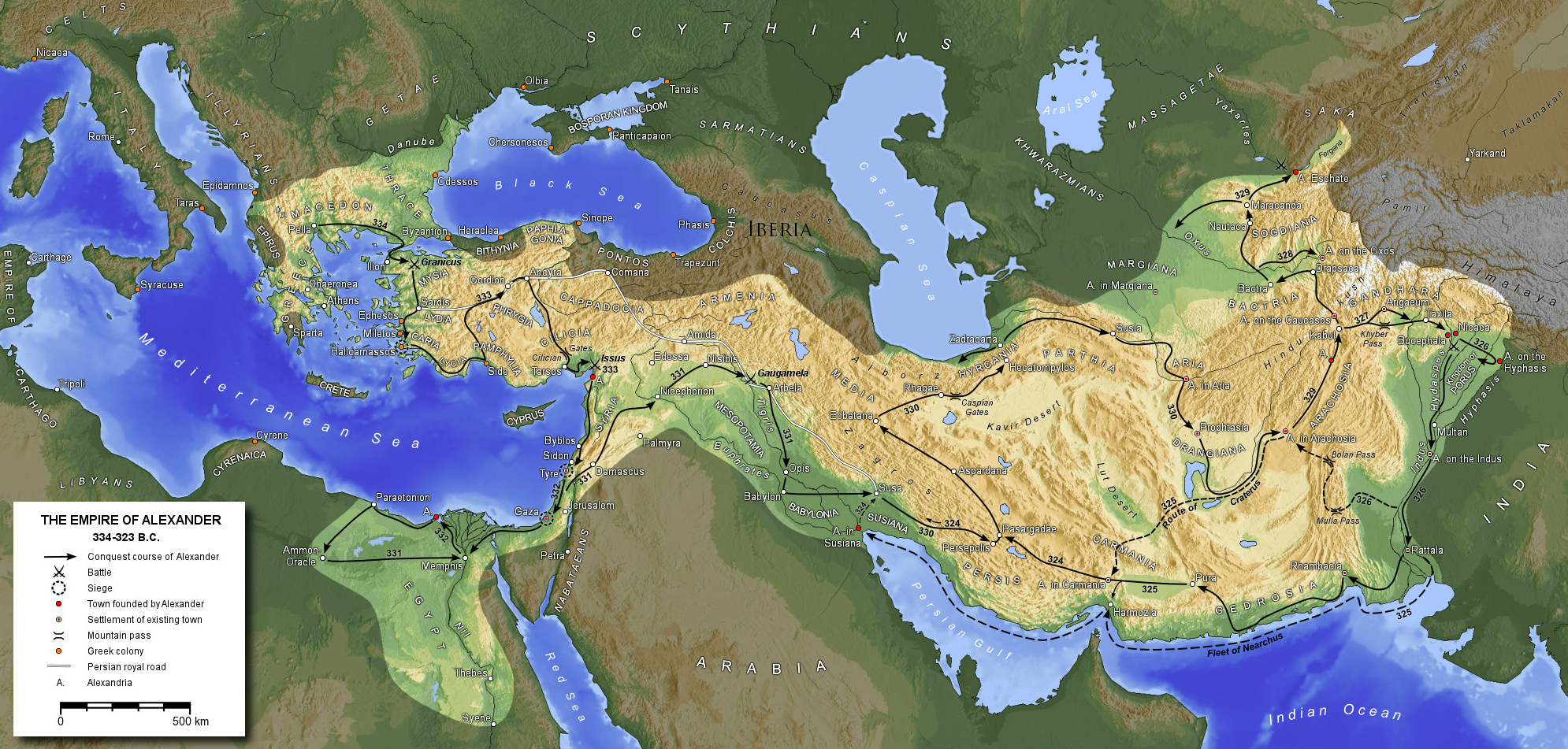
Mapa Alexandrovy říše (helénistický svět)

- Makedonie (království)
- Alexandr Veliký
- Filip II.
- Nástup Makedonie
- Makedonské války
- Makedonie (provincie)
- Makedonie (region)
- Byzantská říše
- Basileios I. Makedonec

## Správní členění
Oblast pokrývají 3 správní kraje: od západu Západní Makedonie, Střední Makedonie a (částečně) Východní Makedonie a Thrákie, v jejichž rámci zahrnuje 13 prefektur:
- Západní Makedonie (hl. m. Kozani)

1.Kastoriá
2.Flórina
3.Kozani
4.Grevená
- Střední Makedonie (hl. m. Soluň)

5.Pélla (hl. m. Edessa)
6.Imathia (Veria)
7.Pieria (Katerini)
8.Kilkís
9.Soluň
10.Chalkidiki (Polygyros)
11.Sérres
- Východní Makedonie a Thrákie (hl. m. Komotini – mimo území Makedonie)

12.Dráma
13.Kavála
Řecká Makedonie zahrnuje větší část historické Makedonie, její zbytek je součástí dnešní Severní Makedonie a bulharské Pirinské Makedonie.
| Největší města oblasti |         |
| 1. Soluň               | 773,180 |
| 2. Kavala              | 63,774  |
| 3. Serres              | 56,145  |
| 4. Katerini            | 55,721  |
| 5. Drama               | 55,632  |
| 6. Kozani              | 47,451  |
| 7. Veria               | 47,411  |
| 8. Ptolemaida          | 32,775  |
| 9. Giannitsa           | 26.296  |
| 10. Edessa             | 25,619  |
| 11. Kilkis             | 24,812  |
| 12. Naoussa            | 19,870  |
| 13. Nea Moudania       | 17,032  |
| 14. Florina            | 16,711  |
| 15. Kastoria           | 16,218  |
| 16. Grevena            | 15,481  |
| 17. Alexandria         | 13,229  |
| 18. Polygyros          | 10,271  |